# Arthur Hall
Arthur Edwin Hall, född 1901, död 1978, var en amerikansk tonsättare, pianist och dirigent.
Hall var organist och körledare i Christ Church Cathedral i Houston i Texas 1943–1953 och var sedan musiklärare vid Rice University och prefekt vid musikinstitutionen där fram till 1973. Vid universitetet var han dirigent för universitetets damkör, manskör och orkester.
Han komponerade och arrangerade musik för universitetets ensembler och skrev även kammarmusik.